# H. Gilbert Welch
 (novembre 2022).
Pour les articles homonymes, voir Welch.
H. Gilbert Welch est un médecin universitaire américain et chercheur sur le cancer. Il a été interniste au Centre médical de l'administration des anciens combattants à White River Junction, dans le Vermont, ainsi que professeur de médecine au Dartmouth Institute for Health Policy and Clinical Practice. En septembre 2018, Welch a démissionné du Dartmouth College après qu'une enquête de 20 mois sur l'inconduite de la recherche à Dartmouth a conclu qu'il avait commis un plagiat.

## Éducation
Welch a obtenu son BA de l'Université de Harvard en 1976, son MD de l'Université de Cincinnati en 1982 et son MPH de l'Université de Washington en 1990.

## Carrière
Welch a rejoint la Dartmouth Medical School en tant que professeur adjoint en 1990. Il y a été promu professeur agrégé en 1995 et professeur titulaire en 2000.

## Recherches
Welch est connu pour ses recherches sur le dépistage du cancer. En 2012, Welch a co-écrit une étude qui a révélé que la mammographie avait peu ou pas d'impact sur les taux de mortalité par cancer du sein. L'étude a également conclu qu'un surdiagnostic substantiel était associé au dépistage mammographique, "représentant près d'un tiers de tous les cancers du sein nouvellement diagnostiqués". En 2014, Welch et deux autres chercheurs ont publié un article de perspective dans le New England Journal. of Medicine examinant les tendances de l'incidence et de la mortalité du cancer de la thyroïde en Corée du Sud. L'article a révélé que la mortalité par cancer de la thyroïde n'a pas sensiblement changé depuis entre 1993 et 2011, malgré le taux de diagnostics pour ce type de cancer qui a augmenté d'un facteur 15 au cours de la même période,.
En 2016, il a mené une étude qui a conclu que les femmes étaient plus susceptibles d'être diagnostiquées avec une petite tumeur qui n'augmentera jamais de taille grâce à la mammographie qu'elles ne le sont d'avoir une tumeur dangereuse détectée grâce à la pratique,. Cette étude de 2016, qui comprenait deux membres du personnel de l' Institut national du cancer (Barnett Kramer et Philip Prorok), s'est avérée contenir des données non créditées d'un collègue, Samir Soneji. En 2018, après une enquête de 20 mois, le Dartmouth College a déterminé que Welch s'était « livré à une inconduite en recherche, à savoir le plagiat, en s'appropriant sciemment, intentionnellement ou imprudemment les idées, processus, résultats ou paroles des plaignants sans leur accorder le crédit approprié, et que ces actions représentaient un écart significatif par rapport aux pratiques acceptées de la communauté de recherche concernée." Welch a contesté les conclusions de l'enquête, déclarant à Retraction Watch que "les données sous-jacentes sont accessibles au public - toutes les analyses, tous les chiffres et tous les écrits de l'article sont ceux de mes co-auteurs et les miens". Le Dartmouth College a examiné les affirmations de Welch dans le cadre d'un processus d'appel formel avant de conclure qu'il s'était livré à une faute de recherche, en particulier au plagiat.

## Opinions sur la détection précoce
Welch critique le concept de détection précoce en médecine,, déclarant que "nous avons exagéré les avantages des soins médicaux, et nous avons sous-estimé - ou ignoré entièrement - les méfaits. Cela est particulièrement vrai lorsqu'il s'agit de détection précoce."  Il a également fait valoir que les mammographies ont tendance à détecter des anomalies qui « ne sont pas destinées à leur causer [aux femmes qui subissent un dépistage] des problèmes », mais qui sont toujours étiquetées cancer chez ces femmes.

## Livres
- Dois-je subir un test de dépistage du cancer ? Peut-être pas et voici pourquoi ( Presses de l'Université de Californie, 2004)
- Surdiagnostiqué : rendre les gens malades à la recherche de la santé ( Beacon Press, 2011)
- Moins de médecine, plus de santé : 7 hypothèses qui entraînent trop de soins médicaux (Beacon Press, 2015)